# Ciclismo ai V Giochi del Mediterraneo
Le competizioni di Ciclismo ai V Giochi del Mediterraneo si svolsero lungo un percorso cittadino appositamente allestito per i Giochi per quanto riguarda le gare su strada. Da sottolineare che per questa edizione non sono state previste gare a livello femminile.
La nazione dominatrice della manifestazione in tale specialità fu l'Italia che si aggiudicò tutte e 3 le medaglie d'oro assegnabili, accompagnate dalla medaglia d'argento di Giannino Bianco e Mario Giaccone nella prova individuale in linea.
Per il Ciclismo su strada furono organizzate le seguenti prove:
- Prova individuale in linea (solo maschile) con un percorso di 156,027 chilometri
- Prova a squadre in linea (solo maschile)
- Prova a squadre a cronometro (solo maschile)

per un totale di tre medaglie d'oro messe in palio.

## Medagliere
| Pos.   | Nazione | Oro | Argento | Bronzo | Totale |
| ------ | ------- | --- | ------- | ------ | ------ |
| 1      | Italia  | 3   | 1       | 1      | 5      |
| 2      | Spagna  | 0   | 1       | 1      | 2      |
| 3      | Tunisia | 0   | 1       | 0      | 1      |
| 4      | Marocco | 0   | 0       | 1      | 1      |
| Totale | Totale  | 3   | 3       | 3      | 9      |

## Sommario degli eventi
| Evento               | Oro              | Prestazione | Argento         | Prestazione | Bronzo         | Prestazione |
| Ciclismo su strada   |                  |             |                 |             |                |             |
| Corsa in linea       | Costantino Conti | 4h01'33"    | Giannino Bianco | s.t.        | Mario Giaccone | s.t.        |
| Corsa a squadre      | Italia           | 12h04'39"   | Tunisia         | a 15'30"    | Spagna         | a 21'30"    |
| Cronometro a squadre | Italia           | 2h06'58"    | Spagna          | a 1'18"     | Marocco        | a 6'19"     |